# Национална библиотека на Австрия
Националната библиотека на Австрия (на немски: Österreichische Nationalbibliothek) е най-голямата библиотека в Австрия, с над 12 милиона единици в различните си колекции. Библиотеката е разположена в крилото „Neue Burg“ на бившия имперски дворец Хофбург в центъра на Виена. От 2005 г. насам някои от колекциите са преместени в бароковата структура на „Palais Mollard-Clary“. Основана от Хабсбургите, библиотеката първоначално се е наричала Императорска придворна библиотека (на немски: Kaiserliche Hofbibliothek), като променя името си през 1920 г., след края на Хабсбургската монархия и провъзгласяването на Австрийската република. Библиотечният комплекс включва четири музея, както и множество специални колекции и архиви.